# Krueng Batu
Krueng Batu is een bestuurslaag in het regentschap Aceh Selatan van de provincie Atjeh, Indonesië. Krueng Batu telt 2054 inwoners (volkstelling 2010).